# Comisión Internacional Gay y Lesbiana de Derechos Humanos
La  Comisión Internacional Gay y Lesbiana de Derechos Humanos  (en inglés: International Gay and Lesbian Human Rights Commission o IGLHRC) es una organización no gubernamental (ONG) de ámbito internacional que lucha contra las violaciones de los derechos humanos de lesbianas, gays, bisexuales, personas transgéneros y personas portadoras del virus HIV/SIDA.
La IGLHRC fue fundada por activistas rusos y estadounidenses en 1990, recibiendo reconocimiento oficial de organización sin fin lucrativo en 1991.
Aunque su enfoque inicial fueron los abusos contra los derechos humanos en Rusia, la organización pasó a estar presente en muchas otras partes del mundo, como en América Latina, África, Oriente Medio, Asia, etc.
La IGLHRC tiene sedes en las ciudades de New York, San Francisco, Buenos Aires, Johannesburgo y Manila. 

## Premio Felipa de Souza
Anualmente, desde 1994, la IGLHRC escoge y premia activistas y organizaciones que trabajan en favor de los derechos humanos LGBT con el premio Felipa de Souza. 
| Año  | Premiado | País                                                  | Ref         |
| ---- | --- | ----------------------------------------------------- | ----------- |
| 1994 | Juan Pablo Ordóñez ABIGALE Lepa Mladjenovic                                                                                           | Colombia África del Sur Serbia                        | [ 1 ]       |
| 1995 | Tasmanian Gay and Lesbian Human Rights Group (TGLRG) Anjaree Luiz Mott                                                                | Australia Tailandia Brasil                            | [ 1 ]       |
| 1996 | No hubo premio ese año |                                                       | [ 1 ]       |
| 1997 | Demet Demir Genc Xhelaj Sister Namibia Wilfredo Valencia Palacios                                                                     | Turquía Albania Namibia El Salvador                   | [ 1 ]       |
| 1998 | Círculo Cultural Gay (CCG) Tal Jarus-Hakak Dede Oetomo Nancy Cárdenas (1934-1994, póstumo) Carlos Jauregui (1958-1996, póstumo)       | México Israel Indonesia México Argentina              | [ 1 ]       |
| 1999 | Aung Myo Min Prudence Mabele Kiri Kiri y Chingu Sai Simon Nkoli (1957-1998, póstumo)                                                  | Burma África del Sur Corea del Sur África del Sur     | [ 1 ]       |
| 2000 | Dejan Nebrigić (1970-1999, prémio póstumo) Ditshwanelo Intersex Society of North America (ISNA) William Hernández                     | Serbia Botsuana Estados Unidos de América El Salvador | [ 1 ] [ 2 ] |
| 2001 | Companions on a Journey and Women’s Support Group Jamaica Forum for Lesbians, All-Sexuals and Gays Luis Gauthier (1950-2000, póstumo) | Sri Lanka Jamaica Chile                               | [ 1 ]       |
| 2002 | Elizabeth Calvet (póstumo) Marta Lucía Álvarez Giraldo Marta Lucía Tamayo Rincón y Alba Nelly Montoya Cui Zi En Maher Sabry           | Brasil Colombia China Egipto                          | [ 1 ]       |
| 2003 | Lohana Berkins | Argentina                                             | [ 1 ]       |
| 2004 | The Gender/Sexuality Rights Association of Taiwan (G/STRAT)                                                                           | Taiwán                                                | [ 1 ]       |
| 2005 | Gay and Lesbians of Zimbabwe (GALZ)                                                                                                   | Zimbabue                                              | [ 1 ]       |
| 2006 | Rauda Morcos (ASWAT) | Palestina, Israel                                     | [ 1 ]       |
| 2007 | Blue Diamond Society | Nepal                                                 | [ 1 ]       |
| 2008 | Iranian Queer Organization Andrés Ignacio Rivera Duarte                                                                               | Organización iraní radicada en Canadá Chile           | [ 1 ]       |
| 2009 | Helem Lebanese Protection for LGBT | Líbano                                                | [ 1 ]       |
| 2012 | Karen Atala | Chile                                                 | [ 3 ]       |
| 2013 | Yasemin Öz | Turquía                                               | [ 4 ]       |

## Premio OUTSPOKEN
Además del Premio Felipa de Souza, IGLHRC ocasionalmente otorga el premio OUTSPOKEN como un reconocimiento especial. El premio OUTSPOKEN "reconoce el liderazgo mundial de un aliado de la comunidad lesbiana, gay, bisexual, transgénero e intersexual (LGBTI) cuya franqueza ha contribuido sustancialmente al avance de los derechos y el entendimiento de las personas LGBTI en todo el mundo."
El primer premio OUTSPOKEN fue otorgado en 2005 a Mary Robinson, expresidenta de Irlanda y Alta Comisionaria de los Derechos Humanso de las Naciones Unidas. En 2008, IGLHRC otorgó el segundo premio OUTSPOKEN al arzobispo Desmond Tutu en San Francisco.

## Estatus de las Naciones Unidas
El 19 de julio de 2010, el Consejo Económico y Social de las Naciones Unidas votó por acreditar la IGLHRC como una de las ONG con estatus de organización consultiva. Esto permitirá a la IGLHRC estar presente en las reuniones de la ONU, contribuir y colaborar con las agencias de las Naciones Unidas.